# Gare de Saint-Amour
Gare de Saint-Amour vasútállomás Franciaországban, Saint-Amour településen.

## Vasútvonalak
Az állomást az alábbi vasútvonalak érintik:
- Dijon-Ville-Saint-Amour-vasútvonal
- Mouchard-Bourg-en-Bresse-vasútvonal

## Kapcsolódó állomások
A vasútállomáshoz az alábbi állomások vannak a legközelebb:
- Gare de Bourg-en-Bresse
- Gare de Cousance
- Gare de Louhans